# Сент-Чарлз (Арканзас)
Сент-Чарлз (англ. St. Charles, Arkansas) — город, расположенный в округе Арканзас (штат Арканзас, США) с населением в 261 человек по статистическим данным переписи 2000 года.

## История

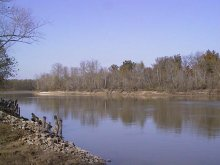
Место трагедии с броненосцем «USS Mound City», окрестности города Сент-Чарлз (Арканзас)

Сент-Чарлз вошёл в историю Соединённых Штатов как место, где во время Гражданской войны одним выстрелом было убито наибольшее число человек за всю войну. 17 июня 1862 года в ходе Битвы под Сент-Чарлзом восемь речных судов, включая броненосец-канонерку «USS Mound City», попытались выгрузить на берег реки Уайт-Ривер партию оружия для военных частей армии федералов. Со стороны конфедератов был произведён единственный пушечный выстрел, который попал в паровую машину броненосца. В результате взрыва котла и сильных паровых ожогов погибло 129 человек, то есть почти весь экипаж судна.
Весной 1904 года Сент-Чарлз стал ареной кровавой расовой распри, вошедшей в историю под названием «Линчевание в Сент-Чарлзе 1904 года». В течение четырёх дней банды белых терроризировали чернокожие семьи, путём прямого линчевания и другими способами убив тринадцать человек. После окончания инцидента ни сами убийцы, ни члены белых банд так и не были идентифицированы. Кровавая разборка началась 21 марта 1904 года со спора за азартной игрой между белым Джимом Сёрси и афроамериканцем Гриффином. Словесное выяснение отношений быстро переросло в кулачное, в которое вмешался местный полицейский, арестовав Гриффина и сообщив ему, что тот будет повешен за нарушение общественного порядка. Имело ли это заявление под собой реальную угрозу или полицейский ставил целью напугать Гриффина, так и осталось неизвестным.
Так или иначе, получив перспективу в ближайшем будущем оказаться в петле, Гриффин ударил полицейского, забрал его пистолет и скрылся в неизвестном направлении. 23 марта группы воинственно настроенных белых жителей организовали несколько банд, которые на лошадях начали прочёсывать посёлок в поисках беглого арестанта, попутно стреляя в сопротивлявшихся обыскам чёрных жителей. Около 60-70 афроамериканцев были вынуждены оставить свои жилища и укрыться от беспредела внутри большого складского помещения на окраине посёлка. Ночью с 23 на 24 марта банда окружила склад. Возник спор между теми, кто требовал убить всех без исключения, и теми, кто хотел сохраниться жизнь некоторым чёрным, которых они знали лично. Были и те, кто считал, что инцидент зашёл слишком далеко и пора остановиться.
Около трёх часов ночи 24 марта 1904 года разъярённая толпа ворвалась в складское помещение и вытащила на улицу шестерых мужчин, которых затем привели на дорогу между Сент-Чарлзом и окружным центром (город Де-Уитт), выстроили в шеренгу и расстреляли из ружей. 27 марта газета Arkansas Gazette напечатала статью с подробным изложением событий четырёх дней и перечислением фамилий всех убитых чернокожих, коими оказались Эйб Бейли, Мак Болдуин, Уилл Болдуин, Гаррет Флуд, Рэнделл Флуд, Аарон Хинтон, Уилл Мэдисон, Чарли Смит, Джим Смит, Перри Картер, Келлис Джонсон, Генри Гриффин и Уокер Гриффин. Расследование происшествия проводили федеральные власти, однако ни один человек не понёс должного наказания.
По настоящее время данный инцидент остаётся малоизвестным событием в истории, однако является одним из крупнейших «судов Линча» в истории Арканзаса, учитывая сравнительно малые размеры населённого пункта и количество убитых без суда и следствия чернокожих жителей.

## География
По данным Бюро переписи населения США город Сент-Чарлз имеет общую площадь в 2,33 квадратных километров, водных ресурсов в черте населённого пункта не имеется.
Сент-Чарлз расположен на высоте 61 метр над уровнем моря.

## Демография
По данным переписи населения 2000 года в Сент-Чарлзе проживал 261 человек, 81 семья, насчитывалось 113 домашних хозяйств и 150 жилых домов. Средняя плотность населения составляла около 119 человек на один квадратный километр. Расовый состав Сент-Чарлза по данным переписи распределился следующим образом: 98,08 % белых, 1,75 % — чёрных или афроамериканцев, 1,15 % — коренных американцев.
Испаноговорящие составили 0,77 % от всех жителей города.
Из 113 домашних хозяйств в 23,9 % — воспитывали детей в возрасте до 18 лет, 56,6 % представляли собой совместно проживающие супружеские пары, в 6,2 % семей женщины проживали без мужей, 28,3 % не имели семей. 25,7 % от общего числа семей на момент переписи жили самостоятельно, при этом 14,2 % составили одинокие пожилые люди в возрасте 65 лет и старше. Средний размер домашнего хозяйства составил 2,31 человек, а средний размер семьи — 2,69 человек.
Население города по возрастному диапазону по данным переписи 2000 года распределилось следующим образом: 17,6 % — жители младше 18 лет, 8,0 % — между 18 и 24 годами, 24,5 % — от 25 до 44 лет, 29,1 % — от 45 до 64 лет и 20,7 % — в возрасте 65 лет и старше. Средний возраст жителей составил 45 лет. На каждые 100 женщин в Сент-Чарлзе приходилось 112,2 мужчин, при этом на каждые сто женщин 18 лет и старше приходилось 112,9 мужчин также старше 18 лет.
Средний доход на одно домашнее хозяйство в городе составил 24 375 долларов США, а средний доход на одну семью — 29 167 долларов. При этом мужчины имели средний доход в 25 417 долларов США в год против 13 125 долларов среднегодового дохода у женщин. Доход на душу населения в городе составил 13 481 доллар в год. 18,8 % от всего числа семей в округе и 22,7 % от всей численности населения находилось на момент переписи населения за чертой бедности, при этом 21,4 % из них были моложе 18 лет и 19,1 % — в возрасте 65 лет и старше.